# گوستاوو ویرونسی
گوستاوو ویرونسی (به پرتغالی: Gustavo Nacarato Veronesi) هافبک، مدافع اهل برزیل است که در شهر برزیل و در تاریخ ۷ مهٔ ۱۹۸۲ به دنیا آمده‌است.
گوستاوو ویرونسی در تیم‌های فوتبال Botafogo سابقهٔ حضور دارد.